# Rasj-Kvara
Rasj-Kvara (georgiska: რაშ-კვარა) är ett vattendrag i Georgien. Det ligger i regionen Abchazien, i den nordvästra delen av landet, 290 km nordväst om huvudstaden Tbilisi.